# Пьяццолла, Астор
А́стор Пьяццо́лла (исп. Ástor Piazzolla; 11 марта 1921, Мар-дель-Плата, Аргентина — 4 июля 1992, Буэнос-Айрес, Аргентина) — аргентинский композитор второй половины XX века, чьи сочинения значительно обогатили жанр танго, представив его в современном ключе, вобравшем элементы джаза и классической музыки; родоначальник стиля, получившего название танго нуэво (исп. tango nuevo, «новое танго»). Также известен как мастер игры на бандонеоне; свои произведения часто исполнял с различными музыкальными коллективами.
На родине в Аргентине он известен как «El Gran Ástor» («Великий Астор»).

## Биография
Родился 11 марта 1921 года в аргентинском городе Мар-дель-Плата, в итальянской семье; его дед переселился из Трани в конце XIX века, а родители родились уже в Мар-дель-Плате.
Детство провёл с родителями в Нью-Йорке, где полюбил джаз. В 1921—1929 годах семья жила в Гринвич-Виллидж, затем его отец открыл ломбард, и в 1930 году они поселились в Маленькой Италии.
В том же году начал учиться игре на бандонеоне. В 1933 году начал брать уроки у венгерского пианиста Белы Вильды, ученика Рахманинова, благодаря которому увлёкся творчеством Баха. Вильда рекомендовал освоить исполнение Баха на бандонеоне.
В те же годы познакомился с Карлосом Гарделем, который пригласил юношу попробовать себя в кино, Астор снялся в эпизодической роли в фильме «День, когда ты меня полюбишь» (1935).
В 1937 году он вернулся в Аргентину, играл в ночных клубах с разными музыкантами, в том числе — с Анибалем Тройло. Продолжал брать уроки у Альберто Хинастеры, и в 1946 году создал свой первый собственный музыкальный коллектив — «Астор Пьяццолла и его характерный оркестр». 

Во второй половине 1940-х годов начал писать академическую музыку для бандонеона, задавшись целью превращения бандонеона из эстрадно-оркестрового инструмента, используемого в основном для танцевального аккомпанемента, в полноценный классический инструмент. Одно из первых таких произведений — «Портовая рапсодия» — в 1950 году в США было награждено специальной премией. 

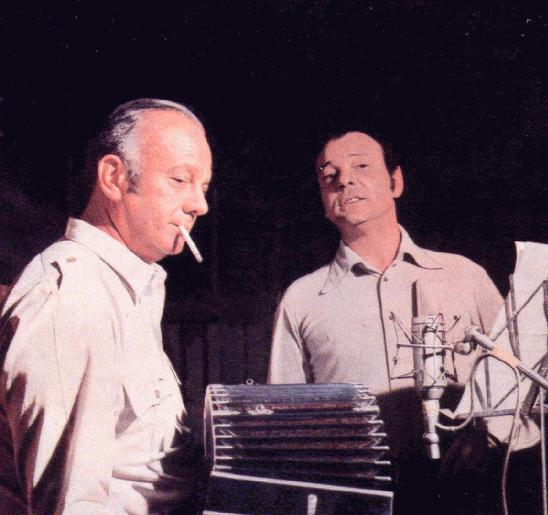
Астор Пьяццолла и Орасио Феррер в 1970 году

В 1952 году удостоен премии композиторов Франции, и французское правительство предоставляет ему стипендию для обучения в Париже у Нади Буланже, благодаря которой начал создавать собственный музыкальный стиль.
В 1953 году его симфония «Буэнос-Айрес» удостоена премии Фабиана Севицкого, а в 1954 году «Синфониета» номинируется на премию Ассоциации музыкальных критиков Буэнос-Айреса.
По окончании французского периода создал два ансамбля: «Октет Буэнос-Айреса» и «Струнный оркестр». Творчество ансамблей совершило настоящую революцию в мире городской музыки, но широкое внимание к новому оригинальному стилю сопровождается также и волной безжалостной критики, из-за которой подвергся бойкоту со стороны аргентинских музыкальных фирм.
В 1958 году распустил оба ансамбля и вернулся в Нью-Йорк со своей семьёй, где изо всех сил пытался зарабатывать на жизнь как музыкант и аранжировщик. На короткое время сформировал свою собственную группу «Jazz Tango Quintet», с которой сделал всего две записи — попытки смешать джаз и танго не увенчались успехом. В октябре 1959 года во время выступления с Хуаном Карлосом Копесом и Марией Ньевес в Пуэрто-Рико получил известие о смерти отца. По возвращении в Нью-Йорк через несколько дней Астор попросил, чтобы его оставили одного и меньше чем за час в честь отца написал своё знаменитое танго «Адиос Нонино».
Два года спустя вернулся в Буэнос-Айрес и создал квинтет. В начале 1960-х годов пришёл к убеждению, что танго является музыкой, предназначенной для прослушивания, а не для танцев. В течение 1960-х годов даёт концерты, записывает пластинки и несколько раз совершает турне по Аргентине, Бразилии и США.
В 1963 году завоевал музыкальную премию Hirsch и написал произведение «Три симфонических движения», которое в том же году было исполнено оркестром под руководством Пауля Клецки. В 1965 году сотрудничает с Хорхе Луисом Борхесом, сочиняя музыку к его стихотворениям. Диск «Танго» выходит в том же году.
В 1967 году в сотрудничестве с Орасио Феррером (исп. Horacio Ferrer) написал оперетту «Мария из Буэнос-Айреса». Затем по просьбе маэстро Кальдерона, руководителя «Музыкального ансамбля Буэнос-Айреса», сочиняет пьесу «Тангасо», которая была исполнена оркестром во время турне по США.
Во второй половине 1960-х написал «Танго шесть» для «Мелос-ансамбля» и «Милонгу в ре» для скрипача Сальваторе Аккардо, к этому же времени относится цикл «Времена года в Буэнос-Айресе».
В результате сотрудничества с Феррером Пьяццолла создаёт новый жанр — танго-песню. В 1969 году произведение «Баллада для безумца» завоёвывает всемирное признание. Этот, более коммерческий, жанр делает Пьяццоллу известным широкой публике в качестве выраженного представителя музыки Буэнос-Айреса, тогда как до этого времени аудитория композитора состояла в основном из узкого круга посвящённых. В 1970 году переехал в Париж и совместно с Феррером создал ораторию «Молодой народ», премьера которой состоялась в Сарбруке.
В 1971 году Пьяццолла создал коллектив «Ансамбль девяти», с которым вскоре Муниципальный совет Буэнос-Айреса подписывает контракт на 2 года для проведения концертов в Аргентине и за рубежом. Коллектив имеет большой успех в странах Латинской Америки. В 1972 году состоялся концерт в Италии в Итало-американском институте, записано несколько программ для телевидения Италии. 17 августа 1972 году Пьяццолла начинает работать в театре «Колон», репетиции мешают музыканту принять предложение Бернардо Бертолуччи о создании музыки к кинофильму «Последнее танго в Париже». В августе 1972 года в Буэнос-Айресе состоялся «Перламутровый концерт».
В 1974 году записывает в Милане с Джерри Маллиганом альбом «Саммит» с оркестром итальянских музыкантов. В том же году создал одно из самых известных своих произведений — «Либертанго» («Танго свободы»).
В 1976 году написал музыку для фильма «В Сантьяго идёт дождь».
В 1985 году написал произведение для флейты и гитары «История танго (Histoire du Tango)» в четырёх частях, в котором изложил историю развития танго. Это произведение было записано при участии бельгийского дуэта, состоящим из Марка Гравельса и Гая Луковски и было опубликовано в 1986 году в издательстве Henry Lemoine.
В 1986 году вместе с Гэри Бёртоном записал «Сюиту для вибрафона и новый квинтет танго».
В последние годы предпочитал участвовать в концертах в качестве солиста в сопровождении симфонических оркестров, иногда давал концерты со своим квинтетом. Выступал в США, Японии, Италии, Германии, Франции, Латинской Америке.
Во второй половине 1980-х годов совместно с Лало Шифриным и «Оркестром Святого Луки» записал «Концерт для бандонеона», «Три танго для бандонеона с оркестром» и «Сюиту Пунта-дель-Эсте»; с «Кронос-квартетом» — сюиту «Пять танго-сенсаций», которая стала его последним произведением и в течение нескольких лет занимала ведущие позиции в рейтинге произведений академической музыки.
4 августа 1990 года перенёс сильный инсульт, скончался в Буэнос-Айресе 4 июля 1992 года в результате его последствий. Похоронен на кладбище Jardín de Paz в городке Пилар, являющимся частью большого Буэнос-Айреса.

## Наследие
Один из немногих композиторов, который смог записать и исполнить на концертах почти все свои произведения. Только за последние 10 лет своей жизни композитор сочинил более 300 танго, 50 мелодий к кинофильмам, среди которых такие фильмы, как «Пираньи» (Луис Берланга), «Генрих IV» (Марко Белоккьо), «Свет» (Жанна Моро), «Армагеддон» (Ален Жесуа), «Юг» и «Танго, Гардель в изгнании» (Фернандо Соланас), а также музыку к театральным спектаклям и балетам. В Италии жюри премии критиков единогласно удостоило Пьяццоллу Первой Премии за Лучший диск инструментальной музыки, отметив в своём решении: «За смелость композиций и за поразительное творчество в создании аранжировок, придающих танго новое звучание».
В 1990 году Мстислав Ростропович исполнил в Новом Орлеане музыку для виолончели и фортепиано «Большое танго», это же произведение было исполнено Ростроповичем на сцене театра «Колон» на концерте памяти Пьяццоллы в 1994 году.
В феврале 1993 года в Лос-Анджелесе Астор Пьяццолла был номинирован на премию «Грэмми» 1992 года за произведение «Забвение» (Oblivion) в категории «лучшая инструментальная композиция». Международная критика охарактеризовала пьесу как одно из лучших произведений Пьяццоллы.
Среди учеников — баянист Ришар Гальяно.

## Дискография
- Two Argentinians in Paris (with Lalo Schifrin, 1955)
- Sinfonía de Tango (Orquesta de Cuerdas, 1955)
- Adiós Nonino (1960)
- Piazzolla Interpreta A Piazzolla (Quinteto, 1961)
- Piazzolla … O No? (canta Nelly Vazquez, Quinteto, 1961)
- Nuestro Tiempo (canta Hector de Rosas, Quinteto, 1962)
- Tango Contemporáneo (Nuevo Octeto, 1963)
- Tango Para Una Cuidad (canta Héctor De Rosas, Quinteto, 1963)
- Concierto en el Philharmonic Hall de New York (Quinteto, 1965)
- El Tango. Jorge Luis Borges — Ástor Piazzolla (Orquesta and Quinteto, 1965)
- La Guardia Vieja (1966)
- La Historia del Tango. La Guardia Vieja (Orquesta, 1967)
- La Historia del Tango. Época Romántica (Orquesta, 1967)
- ION Studios (1968)
- «Мария де Буэнос-Айрес» / María de Buenos Aires (Orquesta, 1968)[3]
- Piazzolla En El Regina (Quinteto, 1970)
- Original Tangos from Argentina Vol. 1 & 2 (solo bandeneon, 1970)
- Pulsación (Orquesta, 1970)
- Piazzolla-Troilo (Dúo de Bandoneones, 1970)
- Concerto Para Quinteto (Quinteto, 1971)
- La Bicicleta Blanca, (Amelita Baltar y Orquesta, 1971)
- En Persona (recita Horacio Ferrer, Ástor Piazzolla, 1971)
- Música Popular Contemporánea de la Ciudad de Buenos Aires. Vol.1 & 2 (Conjunto 9, 1972)
- Roma (Conjunto 9, 1972)
- Libertango (Orquesta, 1974)
- Piazzolla and Amelita Baltar (1974)
- Summit (Reunión Cumbre) with Gerry Mulligan (Orquesta, 1974)
- Suite Troileana-Lumiere (Orquesta, 1975)
- Buenos Aires (1976)
- Il Pleut Sur Santiago (Orquesta, 1976)
- Piazzolla & El Conjunto Electrónico (Conjunto Electrónico, 1976)
- Piazzolla en el Olimpia de Paris (Conjunto Electrónico, 1977)
- Lo Que Vendrá (Orquesta de Cuerdas and Quinteto Nuevo Tiempo, 1979)
- Piazzolla-Goyeneche En Vivo, Teatro Regina (Quinteto Tango Nuevo, 1982)
- Oblivion (Orquesta, 1982)
- Suite Punta Del Este (Quinteto, 1982)
- Live in Lugano (Quinteto, 1983)
- Concierto de Nácar (1983)
- SWF Rundfunkorchester (1983)
- Piazzolla en el Colón (Conjunto 9 y Orquesta Filarmónica del Teatro Colón, 1983)
- Live in Colonia (Quinteto Tango Nuevo, 1984)
- Montreal Jazz Festival (Quinteto Tango Nuevo, 1984)
- Live in Wien Vol.1 (Quinteto Tango Nuevo, 1984)
- Enrico IV (sound track of film Enrico IV (film)Enrico IV, 1984)
- Green Studio (1984)
- Teatro Nazionale di Milano (1984)
- El Nuevo Tango. Piazzolla y Gary Burton (Quinteto, 1986)
- El Exilio de Gardel (soundtrack of film El Exilio de Gardel, Quinteto, 1986)
- Tango: Zero Hour (Quinteto Tango Nuevo, 1986)
- Central Park Concert (Quinteto, 1987)
- Concierto para Bandoneón — Tres Tangos with the Orchestra of St. Luke’s, Lalo Schifrin (conductor), Princeton University (1987)
- Sur (soundtrack of film Sur, Quinteto, 1988)
- Luna. Live in Amsterdam (Quinteto Tango Nuevo, 1989)
- Lausanne Concert (Sexteto, 1989)
- Live at the BBC (1989)
- La Camorra (Quinteto Tango Nuevo, 1989)
- Hommage a Liege: Concierto para bandoneón y guitarra/Historia del Tango (1988) with Liège Philharmonic Orchestra conducted by Leo Brouwer. The concerto was performed by Piazzolla with Cacho Tirao, the Historia by Guy Lukowski and Marc Grawels.
- Bandoneón Sinfónico (1990)
- The Rough Dancer and the Cyclical Night (Tango apasionado) (1991)
- Five Tango Sensations (Ástor Piazzolla and Kronos Quartet, 1991)
- Original Tangos from Argentina (1992)
- Lausanne Concert(Sexteto, 1993)
- Central Park Concert 1987 (Quinteto, 1994)
- 57 Minutos con la Realidad (Sexteto, 1996)
- Tres Minutos con la Realidad (Sexteto, 1997)